# Ingul
Ingul (în ucraineană Інгул, transliterat: Inhul) este un afluent de stânga al Bugului de Sud și este al 14-lea ca lungime râu al Ucrainei. Curge prin regiunile Kirovohrad și Mîkolaiv.
Începe în apropierea satului Rodnîkivka, raionul Oleksandria din regiunea Kirovohrad (Ucraina Centrală), vărsându-se în Bugul de Sud la Mîkolaiv, la 65 km în amonte de locul unde Bugul de Sud se varsă în Marea Neagră. Ingul are 354 km lungime.
Valea râului are în cea mai mare parte profilul unui trapez, cu lățimea de până la 4 km și adâncimea de până la 60 de metri. în cursuk superior are un canal îngust și întortocheat care străbate Podișul Niprului și malurile sale stâncoase prezintă granit și gneis; în cursul mijlociu și inferior după intrarea în Câmpia Mării Negre se lărgește până la 30 m și peste. Râul îngheață în decembrie și se dezgheță prin martie.
Printre orașele mari de pe râu se numără Kropîvnîțkîi și Mîkolaiv.

## Galerie

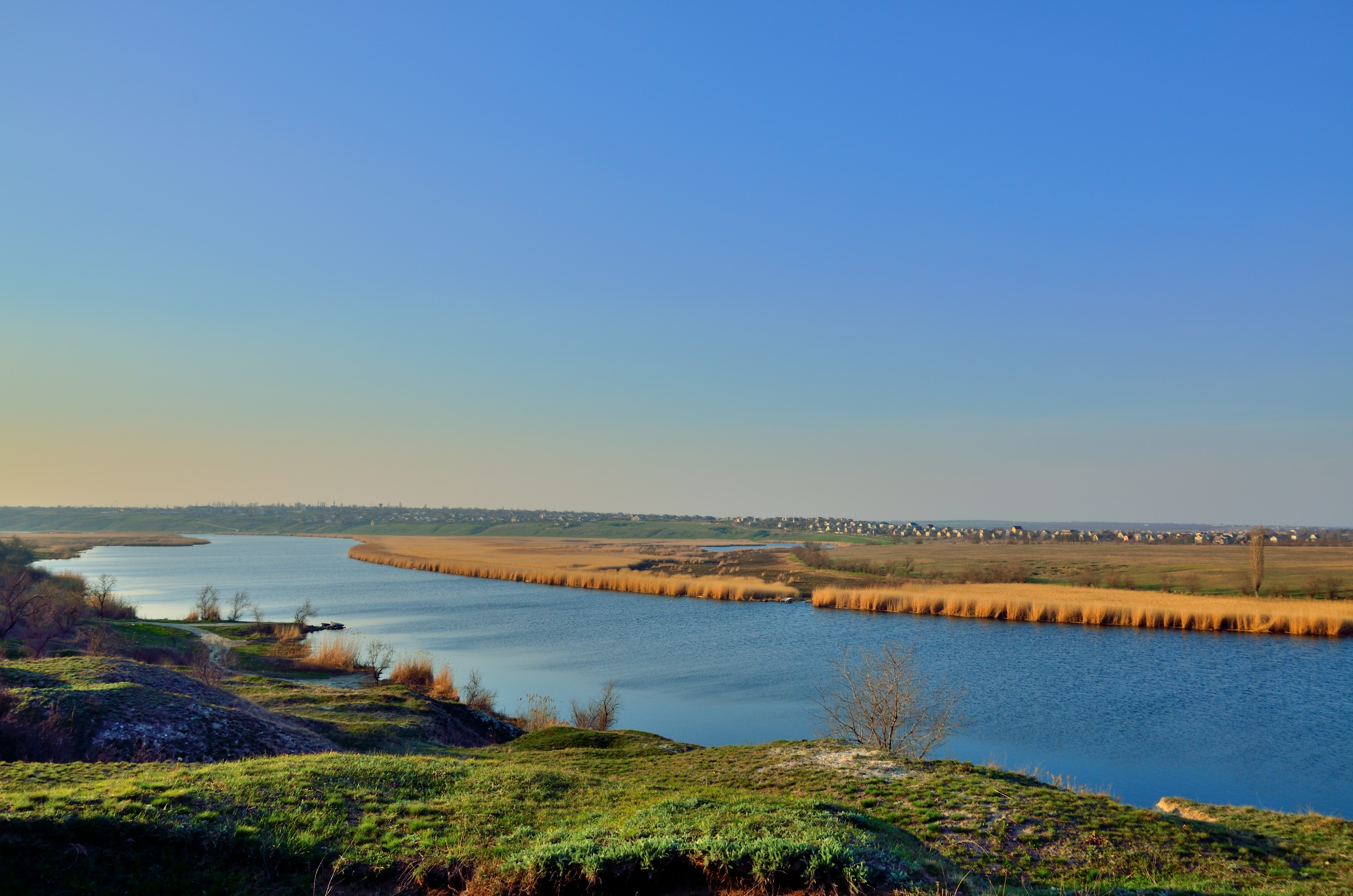
Ingul lângă satul Karavelove
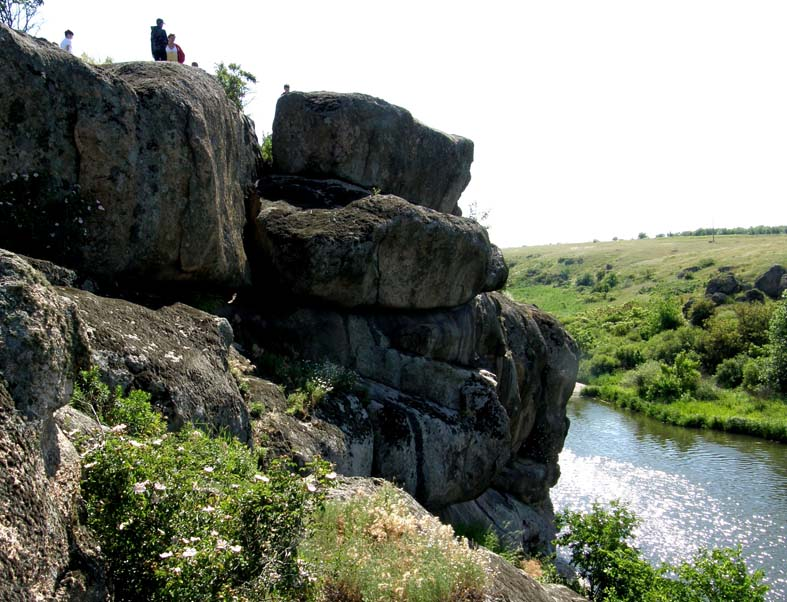
Stânci pe Ingul
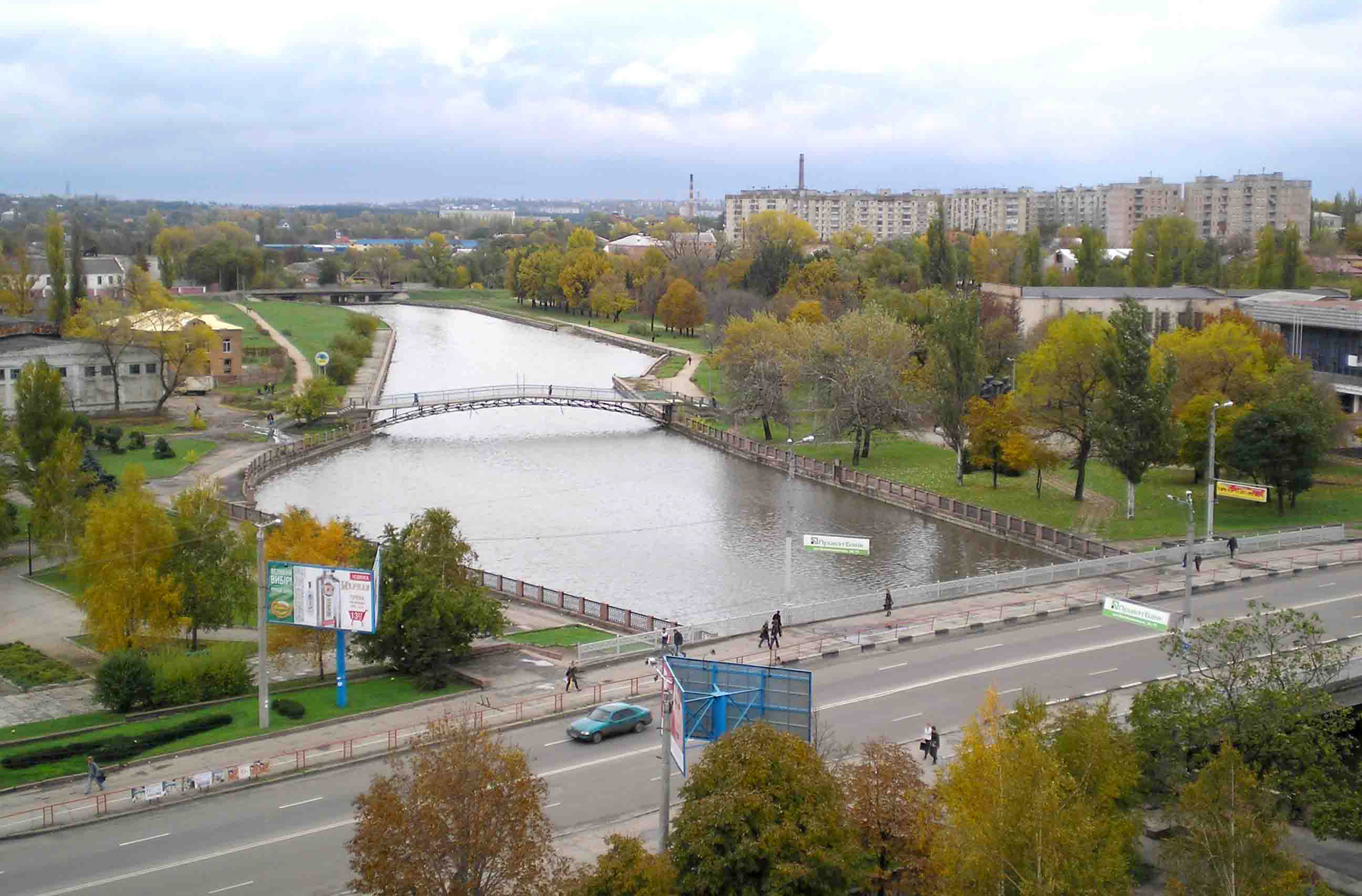
Ingul la Kropîvnîțkîi
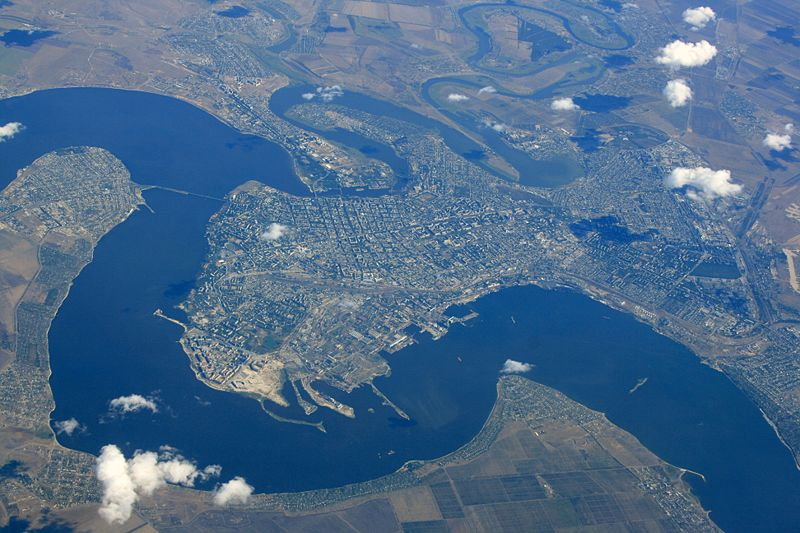
Vedere aeriană a confluenței dintre Bug și Ingul la Mîkolaiv (cursul principal este Bugul, Ingul este în partea de sus a imaginii)